# Ляндесбанк
Ландесбанки (нім. Landesbank) — державна кредитна установа у німецьких федеральних землях, які виконують банківську справу та підтримують просування і розвиток підприємств. Про ландесбанки найкраще думати, як про «національні» банки у німецьких федеральних землях. Те, що звичайний національний банк робить для своєї країни, ландесбанк робить для своєї федеральної землі.
Назва ландесбанк походить від німецького слова ланд (land) у присвійному відмінку, тобто ландес і слова банк, що означає, що цей банк є власністю певної федеральної землі.